# آینه سرتاسر ترک برداشت
آینه سرتاسر ترک برداشت (انگلیسی: The Mirror Crack'd from Side to Side) رمانی جنایی اثر آگاتا کریستی است.
این کتاب که از مجموعه داستان‌های خانم مارپل می‌باشد در ۱۲ نوامبر ۱۹۶۲ در بریتانیا توسط انتشارات کولینز کرایم کلوب و در سپتامبر ۱۹۶۳ توسط انتشارات داد، مید اند کمپانی در آمریکا به چاپ رسیده‌است.
قیمت کتاب در بریتانیا ۱۵ شیلینگ و در آمریکا ۳٫۷۵ دلار بوده‌است.

## داستان
خانم مارپل با زنی به نام هِدِر بَدکاک آشنا می‌شود.
کمی بعد یک بازیگر هالیوودی، مارینا گِرِگ و شوهرش جیسون رَد به دهکده محل زندگی خانم مارپل،سنت مری مِید، نقل مکان می‌کنند.
هِدِر طرفدار دو آتیشه مارینا است.
در مهمانی مارینا و شوهرش، هِدِر می‌میرد. اما همه چیز مشکوک است.
مدتی بعد دو نفر دیگر نیز کشته می‌شوند.
خانم مارپل با کمک دوستش، دالی بَنتری قاتل را هویدا می‌کند.